# Stade Pierre de Coubertin
Stade Pierre-de-Coubertin je krytá sportovní aréna, která se nachází v 16. obvodu francouzského hlavního města Paříže. Je pojmenovaná po zakladateli moderního olympismu Francouzi Pierru de Coubertinovi.

## Historie

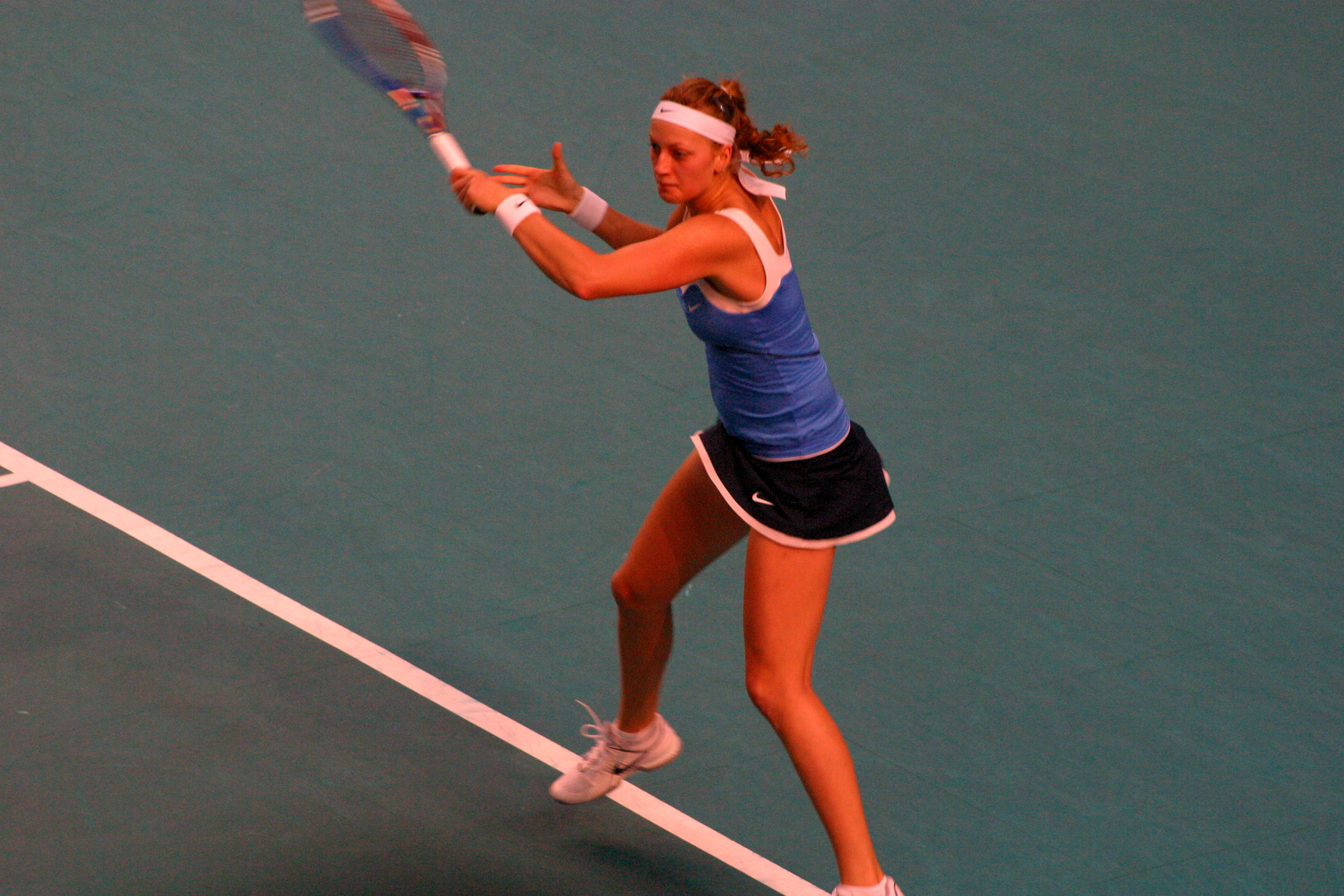
Petra Kvitová na Open GDF Suez 2011

Stadion byl otevřen v roce 1937 v rámci konání Světové výstavy. Přestavěn byl po druhé světové válce v roce 1946 a znovu roku 1990. Maximální kapacita centrálního dvorce (Court 1) činí 4 835 sedících diváků, druhý (Court 2) a třetí (Court 3) dvorec shodně pojmou 263 osob. Stadion sloužil jako místo pro zadržené v rámci pařížského masakru v roce 1961.
V letech 1994–2014 aréna hostila ženský tenisový turnaj Open GDF Suez na okruhu WTA Tour, než licence přešla do Toulouse. Jako domácí palubovku ji využívá profesionální basketbalový klub Paris-Levallois Basket. Do jeho vzniku v roce 2007 zde hrál předchůdce Paris Basket Racing.
Aréna opakovaně hostí turnaje Grand Prix v šermu, Challenge International de Paris a Challenge Monal. V tenisové sezóně 1971 se v hale odehrál druhý ročník závěrečného Turnaje mistrů, který vyhrál Rumun Ilie Năstase.